# Vermoulure

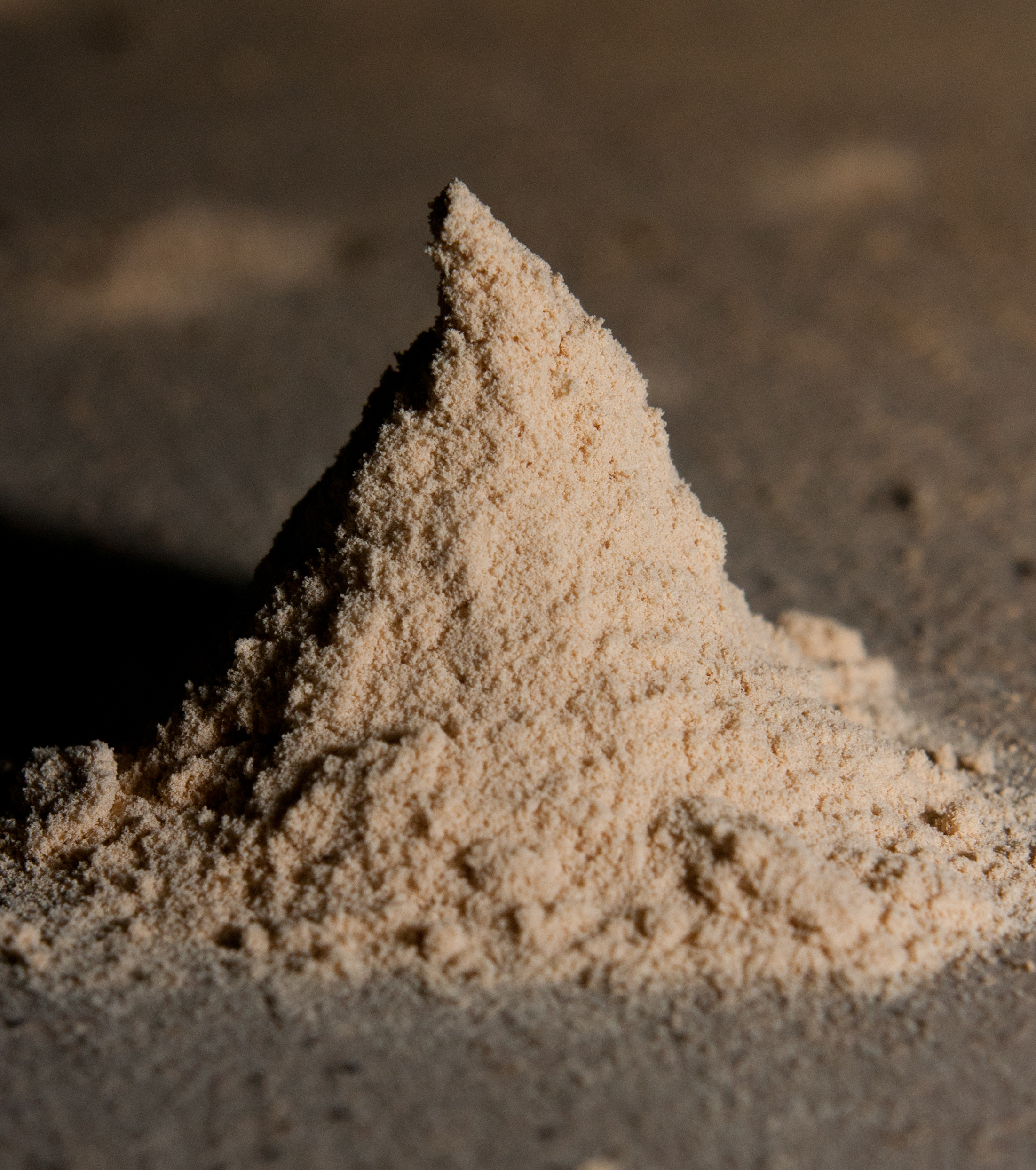
Vermoulure

La vermoulure désigne la détérioration des bois résultant du travail des larves d'insectes foreurs qui y creusent des galeries et manifestent leur présence par de petits trous à la surface. Elle désigne aussi la fine poussière jaunâtre qui s'échappe des bois mis en œuvre, résultat de la digestion partielle du bois par les larves xylophages et constituant un  mélange de sciure et de déjections larvaires. C'est généralement le résultat de la « piqûre » du bois par de petits coléoptères, qui sont des vrillettes (Anobium) et parfois des Lyctus, dont les larves rongent les couches profondes. Les insectes vivent aussi bien dans les bois durs que dans les bois tendres et causent des dégâts considérables aux mobiliers.
La taille, le tracé et la nature des galeries, la forme et la couleur des vermoulures, ainsi que la taille et la forme du trou d'envol (trou de sortie que l'imago perce à l'extrémité des galeries) permettent de définir quel insecte a attaqué le bois.

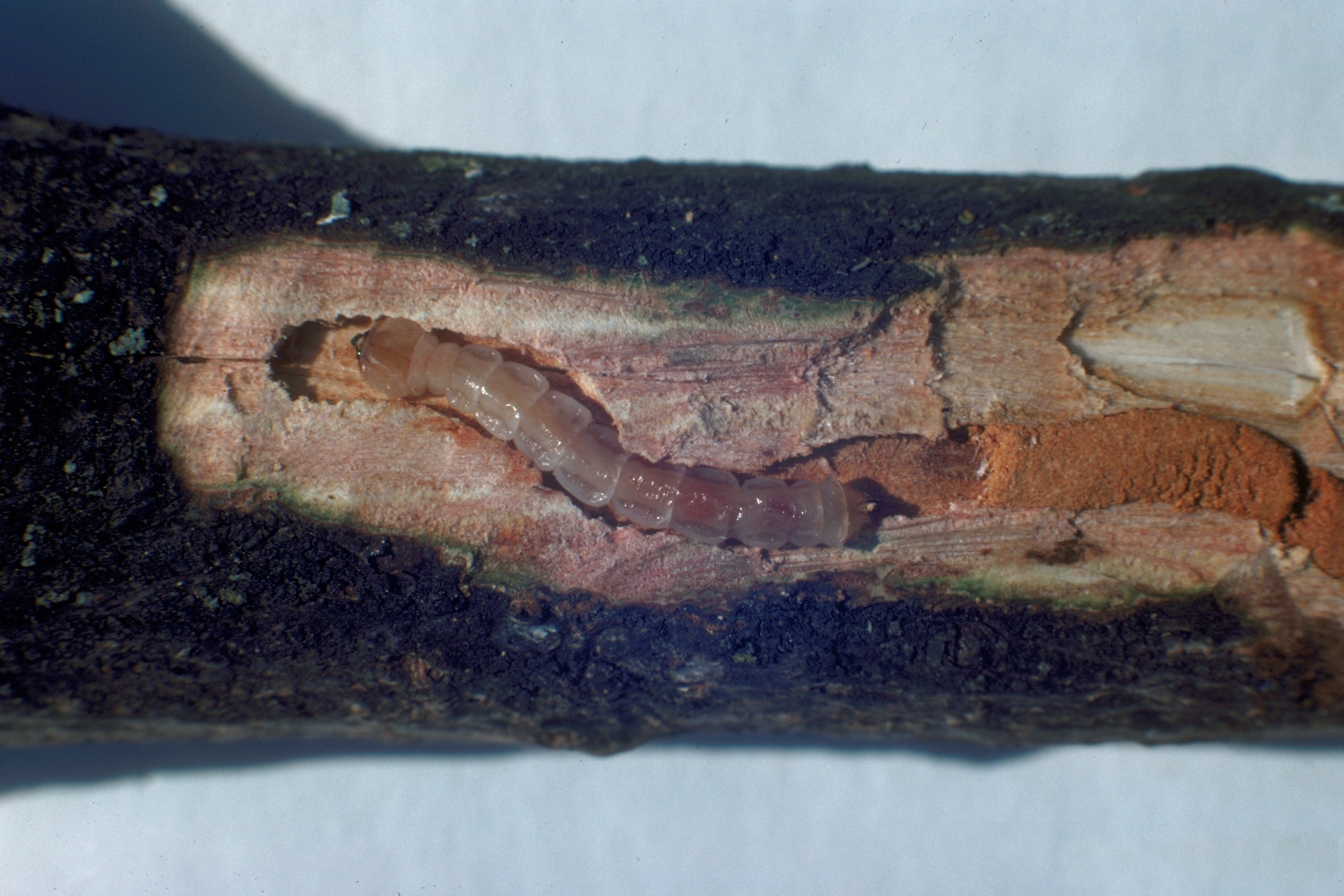
La larve d'Agrile creuse une galerie contenant un amas de vermoulure compressée.
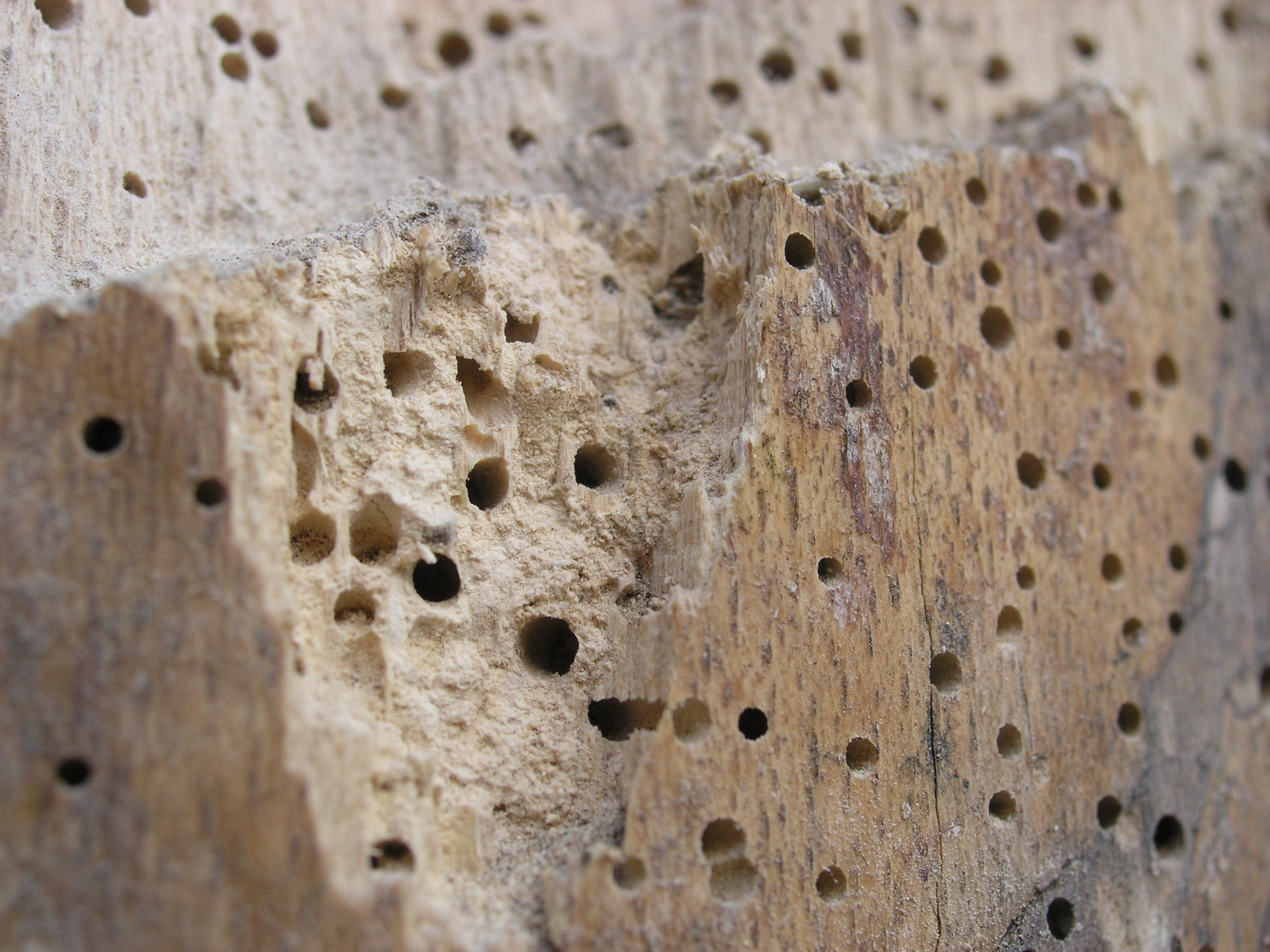
Vermoulure ou bois vermoulu, résultat du travail de la petite vrillette
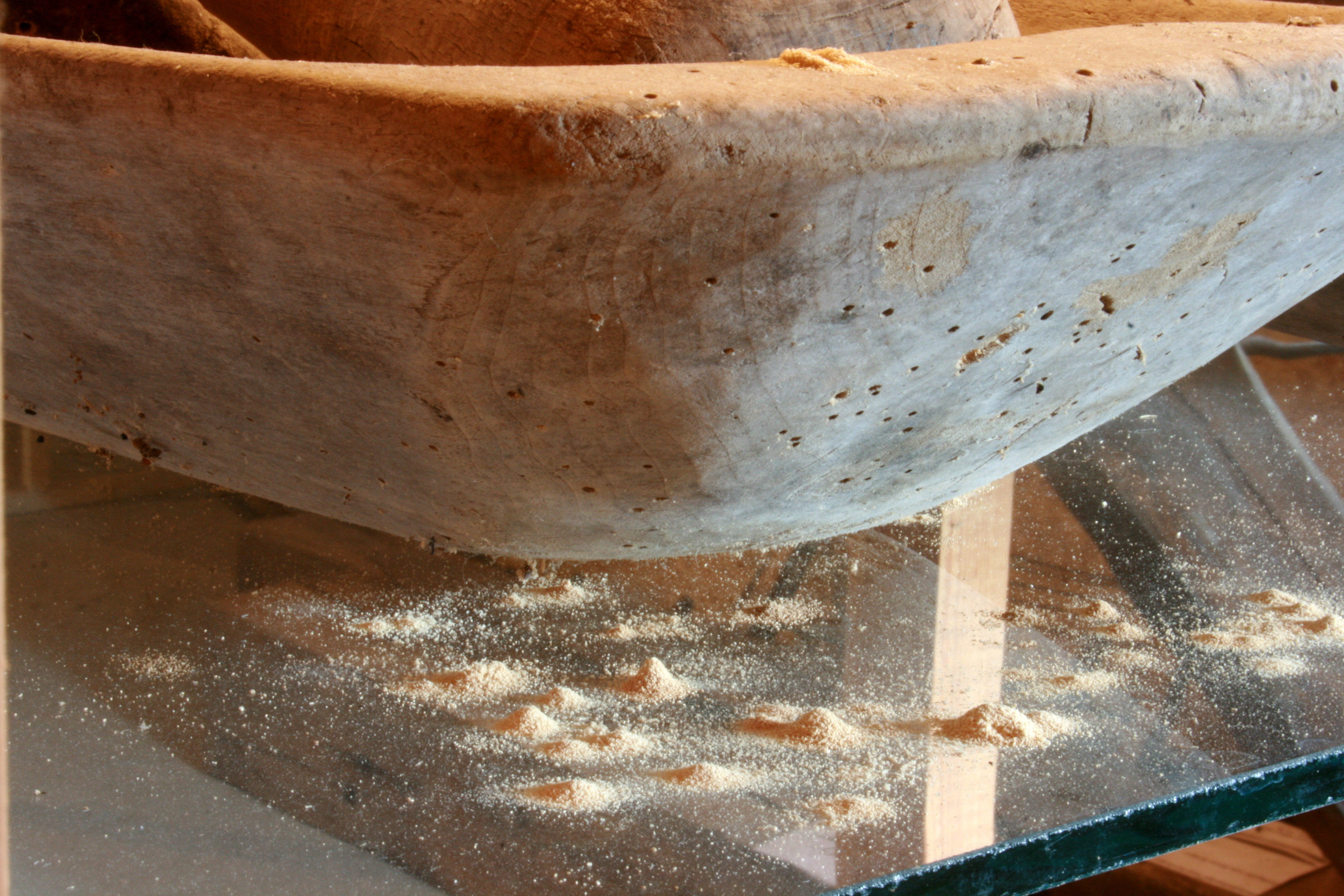
Bois vermoulu

## Digestion
Les larves d'insectes sont bien représentées à la surface du sol et surtout dans les biotopes lignicoles, où les larves xylophages sont associées à des micro-organismes ectosymbiotiques qui sont retrouvés à leur surface (essentiellement des bactéries et champignons qui forment l'ectomicrobiote), notamment au niveau de la cuticule et des pièces buccales. Ces micro-organismes forment un complexe symbiotique qui joue notamment un rôle nutritionnel en complétant l'action des enzymes digestives sécrétées par l'insecte lui-même (cellulases) grâce aux enzymes produits par ces organismes symbiotiques (les ligninases qui décomposent la lignine du bois) mais aussi en complétant la diète pauvre de ces insectes lignivores (apport en acides aminés essentiels et en vitamines)

## Le ciron
En Suisse romande, de même que dans beaucoup de manuels anciens on dit ou disait « cironné » ou « chironné ». Le ciron est un petit acarien se nourrissant principalement du fromage, longtemps l'insecte le plus petit connu. Par glissement sémantique, ciron va aussi vulgairement désigner tous les insectes les plus petits, et les parasites du bois qui produisent la poussière qui ressemble à celle que produisent les acariens du fromage :

« L'arbre a-t-il été taillé avec le soin requis, les plaies ont elles été recouvertes et pansées? Les chicots enlevés, etc. Le bois coupé a-t-il été employé sec et sans aubier? Était-il sain quand il a été coupé? À quelle époque un arbre coupé en temps inopportun se chironne-t-il? A-t-on jamais vu se chironner des arbres coupés de bonne lune? C'est je crois ce qui n'a jamais été dit ni observé un peu méthodiquement. »

— Christophe de Villeneuve-Bargemon, Statistique du département des Bouches-du-Rhône. 1829